# ФК Брајтон и Хоув албион
Фудбалски клуб Брајтон и Хоув албион (енгл. Brighton & Hove Albion Football Club) је професионални фудбалски клуб из Брајтонa у Енглеској. Клуб се тренутно такмичи у Премијер Лиги првом рангу такмичења Енглеске.

## Историја
Основан је 1901. године, и добио надимак „галебови”, пошто се галеб налази и на њиховом грбу. Клуб је имао најзначајније резултате између 1979. и 1983. када су играли у Првој дивизији енглеског фудбала. Брајтон је стигао до финала ФА купа 1983, где су изгубили од Манчестер јунајтеда. Исте сезоне су испали из Прве дивизије.
Крајем 1990-их, Брајтон је био у четвртом рангу енглеског фудбала и имао је финансијских тешкоћа. Узастопне промоције 2001. и 2002. године вратиле су Брајтон у Други ранг такмичења. Године 2011. клуб се после 14 година преселио на стадион Фалмер. У сезони 2016/17. Брајтон је завршио на другом месту у ЕФЛ Чемпионшипу и тако је остварио пласман у Премијер лигу.
ФК Брајтон своје домаће утакмице игра на Фалмер Стадиону који има капацитет од 35.750 места.

## Успеси

### Национални
- ФА куп
  - Финалиста (1) : 1982/83.